# Gurong Tshang Orgyen Jigdrel Chöying Dorje
Gurong Tshang Orgyen Jigdrel Chöying Dorje (tib. dgu rong tshang o rgyan 'jigs bral chos dbyings rdo rje; geb. 1875; gest. 1932) war ein Vertreter der Nyingma-Schule des tibetischen Buddhismus. Er war der 3. Gurong Tshang Rinpoche.
Er stammte aus Amdo und war ein Schüler des berühmten Mipham Rinpoche (1846–1912), Oberhaupt der Nyingma-Schule in Qinghai.